# Kurt Szilier
Kurt Szilier (n. 11 ianuarie 1957, Lugoj, Republica Populară Română) este un gimnast român. A concurat la opt probe la Jocurile Olimpice de vară din 1980. A câștigat proba de individual compus la Universiada de vară din 1981.

## Distincții
- Medalia „Meritul Sportiv” clasa I (15 aprilie 1981) „pentru rezultatele deosebite obținute la Jocurile olimpice de vară de la Moscova — 1980, precum și pentru contribuția adusă la dezvoltarea activității sportive și la creșterea prestigiului sportului românesc pe plan internațional”[2]